# Günter Walbeck
Günter Mattias Walbeck (* 3. Januar 1939 in Dresden; † 21. April 2014 in Düsseldorf) war ein deutscher Bühnen- und Kostümbildner.
Günter Walbeck erhielt ab 1960 an der Düsseldorfer Kunstakademie seine künstlerische Ausbildung in der Klasse für Bühnenkunst von Teo Otto. Er wechselte 1964 als Assistent von Teo Otto nach Zürich.
Anschließend erfolgten Engagements an Theatern in Wien, Kassel, Berlin, Hamburg, München und Düsseldorf.
Seit 1975 lebte und wirkte Walbeck wieder in Düsseldorf, hier schuf er Ausstattungen u. a. für Wuppertal, Neuss, Essen und Dortmund.
Walbeck arbeitete mit vielen bedeutenden Regisseuren zusammen, darunter Bernhard Wicki, Leopold Lindtberg, August Everding, Karl-Heinz Stroux, Fritz Kortner oder auch John Dew. Eine langjährige Arbeitsgemeinschaft ging er auch mit dem Berliner Opernregisseur Nikolaus Sulzberger ein.